# My Only Wish (This Year)
"My Only Wish (This Year)"는 미국의 음악가 브리트니 스피어스의 틴 팝 크리스마스 노래이다. 작곡 및 작사는 브라이언 키럴프와 조시 슈워츠가 하였으며, 크리스마스 컴필레이션 음반 Platinum Christmas에 첫 번째 트랙으로 수록되어 있다. 노래에 대한 평은 평론가마다 각기 갈렸지만, 평론가들은 2000년 공개된 이후 매년 크리스마스 시즌마다 듣게 되는 노래라고 간주하고 있다. "My Only Wish (This Year)"는 여러 나라의 음악 차트에도 순위를 올렸다. 특히, 빌보드 차트의 홀리데이 송 차트에서 2010년과 2012년에 순위를 올렸으며, 대한민국에서는 600,000건 이상의 다운로드 기록을 보였다.

## 곡 설명
2000년 10월 3일, 미국의 출판 기업 포브스에서 브리트니 스피어스는 크리스마스 음반 Platinum Christmas에서 "My Only Wish (This Year)"라는 노래를 녹음할 계획이 있다고 발표하였다. 그 후, "My Only Wish (This Year)"가 수록된 Platinum Christmas는 2000년 11월 14일 발매되었다. "My Only Wish (This Year)"는 브라이언 키럴프와 조시 슈워츠가 작곡 및 작사를 하였고, 브라이언 키럴프가 프로듀싱을 맡았다. 장르는 틴 팝이고, 장조는 다장조이며, 음역은 G4부터 A5로 구성되어 있다. 셔플 리듬으로 이루어진 곡으로, 재즈의 영향을 받은 리듬 패턴으로 되어 있다. 노래 가사의 내용은 "He's all I want, just for me/Underneath my Christmas tree" (→내가 원하는 건 그 사람뿐이예요, 바로 날 위해서요. 내 크리스마스 트리 아래서)와 같은 가사로 이루어져 있어, 스피어스가 연인을 산타클로스로부터 원한다는 내용이다. 노래 공개 후, "My Only Wish (This Year)"는 Now That's What I Call Christmas! (2001), Super Christmas Hits (2006), Christmas Top 100 (2009)와 같은 많은 크리스마스 컴필레이션 음반에 수록되었다.

## 평가 및 반응
댈러스 옵저버의 마이클 로버츠는 노래에 대해 "받아들일 만하지만, 일반적인 복고풍의 튀는 노래"라고 하였다. 엔터테인먼트 위클리의 로리 리스는 "축제" 같은 노래라고 하였고, 야후!의 개브리엘 라이스는 스피어스의 노래 중 최고로 기억될 노래 중 하나라고 부르며, "가사와 빠른 셔플 리듬은 분명히 귀엽다"라고 하였다. 야후 쇼핑의 리뷰에서는 "어사 키트의 "Santa Baby" 이후로 가장 성적으로 강렬한 크리스마스 시즌의 노래"라고 하였다. 시드니 모닝 헤럴드의 리처드 진먼은 머라이어 캐리의 1994년 싱글 "All I Want for Christmas Is You"와 "My Only Wish (This Year)"는 "무-무-무서운 싱글"이라고 하였다.
팝크러시의 샘 랜스키는 크리스마스 팝송 순위 10에 8위로 선정했다. 올뮤직의 편집자 스티븐 토머스 어윈은 "고전적인 팝송"이라고 하였으며, 스티브 레깃은 "크리스마스 파티 또는 저녁 식사에 알맞은 노래"라고 했다. MTV의 블로거 타마르 아니타이는 "1990년대 크리스마스 팝송의 완벽한 성배"라고 칭찬하였다.

## 차트
"My Only Wish (This Year)"는 2008년 12월 26일 덴마크 싱글 차트에서 34위로 첫 진입하였으나, 다음 주에 순위에서 사라졌다. 2009년에는 37위를 하였다. 슬로바키아에서는 2009년 12월 28일 54위를 하였다. 빌보드 차트에서는 2010년 11월 27일에 홀리데이/시즈널 디지털 송 차트에서 49위를 하였다. 2011년 12월 8일, "My Only Wish (This Year)"는 대한민국의 가온 차트 국외 다운로드 차트에서 170위로 첫 진입을 하였고, 3,671건의 다운로드 횟수를 보였다. 12월 24일에 24위를 하였고, 총 690,545건의 다운로드 횟수를 보였다.
| 차트 (2008)          | 순위 |
| -------------------- | ---- |
| 덴마크 (Tracklisten) | 34   |

| 차트 (2009)          | 순위 |
| -------------------- | ---- |
| 덴마크 (Tracklisten) | 37   |
| 슬로바키아 (IFPI)    | 54   |

| 차트 (2010)             | 순위 |
| ----------------------- | ---- |
| US 빌보드 Holiday Songs | 49   |

| 차트 (2011)                                          | 순위 |
| ---------------------------------------------------- | ---- |
| 대한민국 (GAON) (국외 다운로드 차트)                 | 24   |
| 대한민국 (GAON) (International Comprehensive Tracks) | 34   |

| 차트 (2012)             | 순위 |
| ----------------------- | ---- |
| US 빌보드 Holiday Songs | 39   |